# Oildale
Oildale ist eine US-amerikanische Stadt im Kern County im US-Bundesstaat Kalifornien. Das U.S. Census Bureau hat bei der Volkszählung 2020 eine Einwohnerzahl von 36.135 ermittelt. Die Stadt befindet sich bei den geographischen Koordinaten 35,42° Nord, 119,03° West. Das Stadtgebiet hat eine Größe von 16,7 km².

## Trivia
Die Nu-Metal-Band Korn hat das zweite Lied aus ihrem Studioalbum „Korn III - Remember who you are“ nach dieser Stadt benannt.